# Sellos del impuesto de intercambio internacional

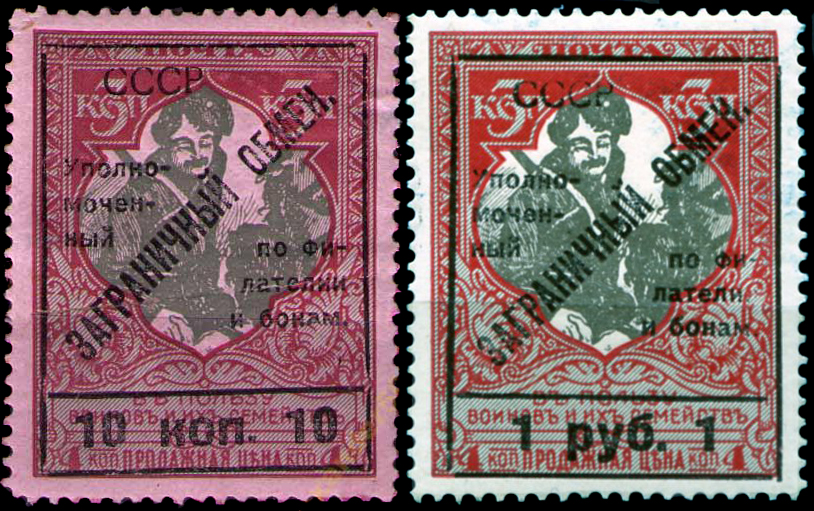
URSS (1925): Estampillas de control sobre material foráneo (OUFB)

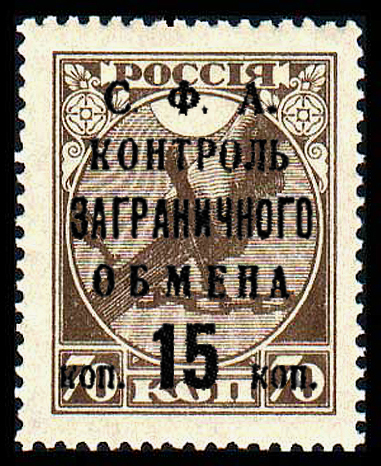
“La mano con la espada, que corta cadenas” (SFA)

Sellos del impuesto de intercambio internacional, estampillas fiscales para envió de material filatélico o billetes bancarios en los paquetes postales. 
La correspondencia de inversión de la suma de las colecciones de control pegados en los paquetes postales con la inversión de tales materiales y se disipaban mediante estampillas de control especiales luego de comprobarlas. 
Se emitieron entre 1922 y 1933. Estos materiales se incluían en los catálogos de estampillas en secciones especiales. Por decisión de Comité Ejecutivo Central de Todas Las Rusias (1917–1936) y el consejo de Commisarios del pueblo fechada 21 de septiembre de 1922 para los coleccionistas se establecía colecciones especiales durante el intercambio foráneo de material filatélico. 
TsK [Posledgola] con VTsIK (del ruso: ВЦИК) se permitió en relación con esta emisión de estampillas para control. TsK [Posledgol] comenzó a preparar la emisión de estampillas de tres valores, los que habían sido prepagados sobre la tarifa postal del paquete con materiales filatélicos insertos en él.
Sin embargo, estas estampillas no entraron en circulación.

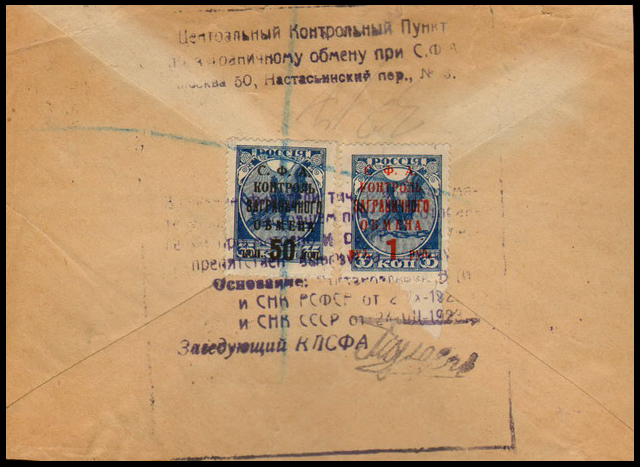
Anverso de un sobre mostrando sellos del impuesto de intercambio internacional de 1932 (SFA)